# Ерцгерцогиня Маргарита, регентша Нідерландів
«Ерцгерцоги́ня Маргари́та, ре́гентша Нідерла́ндів» (нім. Margarethe von Österreich, Statthalterin der Niederlande) — глиняний медальйон німецького скульптора Конрата Майта (1475/80–1550/51). Створений у 1528 році у Мехелені або Бру. Зберігається у Кунсткамері у Музеї історії мистецтв у Відні (інв. №КК 3150).
Маргарита Австрійська (1480–1530), донька імператора Максиміліана I та Марії Бургундської, була майстерною у політиці у свою бутність регентшею Нідерландів, і при її дворі у Мехелені високо цінилися мистецтва. Її протегуванням користувалися не тільки живописці та скульптори, але також і музиканти, письменники та майстри гобеленів. Вона була першою, хто втілив пристрасть Габсбургів до колекціонування.
Цей медальйон був виконаний її придворним скульптором Конратом Майтом та зображує Маргариту в овдовілому одязі. Напис відноситься до її положення як доньки Максиміліана I та тітки імператора Карла V. Оригіналом для глиняного медальйону, безсумнівно, послужила різьблена дерев'яна модель, що не збереглася, з якої можна було знімати відтиски, аби поширювати портрет регентші.